# Convento dei Padri Trappisti
Il convento dei Padri Trappisti è un'abbazia trappista con annessa la chiesa conventuale di "Nostra Signora del Santissimo Sacramento" in località Frattocchie, comune di Marino, in provincia di Roma, nella Sede suburbicaria di Albano.

## Storia
Venne aperto nel 1929 all'interno della seicentesca Villa della Sirena, eretta dal cardinal Girolamo Colonna. È inoltre famoso per il cioccolato. I monaci trappisti iniziarono a produrre a Roma il cioccolato nel 1880, con ricette segrete, riconoscibile dal marchio che raffigura il Colosseo e la croce. La fabbrica di Frattocchie rifornisce il monastero delle tre Fontane sulla Laurentina, Camaldoli, Chiaravalle e Pavia.

## Descrizione
Nella chiesa, in una cappellina entrando a sinistra, è presente il dipinto della Madonna dell'Equilibrio. Il monastero è al centro di una tenuta agricola costeggiata dalla Via Appia Nuova.